# Pegoplata plicatura
Pegoplata plicatura är en tvåvingeart som först beskrevs av Hsue 1981.  Pegoplata plicatura ingår i släktet Pegoplata och familjen blomsterflugor. Inga underarter finns listade i Catalogue of Life.